# Rhopaloblaste ceramica
Rhopaloblaste ceramica är en enhjärtbladig växtart som först beskrevs av Friedrich Anton Wilhelm Miquel, och fick sitt nu gällande namn av Karl Ewald Maximilian Burret. Rhopaloblaste ceramica ingår i släktet Rhopaloblaste och familjen Arecaceae. Inga underarter finns listade i Catalogue of Life.